# Отрада (Калужская область)
Отрада — упразднённый хутор в Козельском районе Калужской области. Входил в состав сельского поселения «Село Березичский стеклозавод». Упразднён 1 июля 2022 года.
Был расположен примерно в 6 км к юго-западу от села Березичский Стеклозавод.

## Население
| 2002 | 2010 |
| ---- | ---- |
| 0    | ↗2   |